# Tlalocohyla picta
Tlalocohyla picta är en groddjursart som först beskrevs av Günther 1901.  Tlalocohyla picta ingår i släktet Tlalocohyla och familjen lövgrodor. IUCN kategoriserar arten globalt som livskraftig. Inga underarter finns listade i Catalogue of Life.